# High Resolution Stereo Camera
Bei der High Resolution Stereo Camera, kurz HRSC, handelt es sich um eine hochauflösende stereoskopische Kamera, mit deren Hilfe hochaufgelöste, dreidimensionale Karten der Oberfläche des Planeten Mars angefertigt werden. Die Bildauflösung beträgt dabei bis zu zwei Meter.
Die digitale Multispektralkamera wurde zusammen mit dem Wide-Angle Optoelectronic Stereo Scanner für die gescheiterte Mars-Mission Mars 96 entwickelt und befindet sich – in einer  weiterentwickelten Version – an Bord der Raumsonde Mars Express.
In der etwa 20 Kilogramm schweren Kamera befinden sich neun CCD-Sensor-Zeilen mit einer Auflösung von 5.184 Pixel, die quer zur Flugrichtung der Sonde angeordnet sind. Im Vorbeiflug nimmt der so genannte Nadirkanal die Planetenoberfläche in einem 90-Grad-Winkel auf und jeweils vier weitere Sensorzeilen erfassen dieselbe Stelle aus einem zur Parallaxe versetzten Winkel in und entgegen der Flugrichtung. Auf diese Weise wird jeder Punkt auf der Planetenoberfläche aus insgesamt fünf Blickwinkeln erfasst.
Aus den so gewonnenen Halbbildern, die aufgrund der Parallaxe gering seitenverschoben zueinander stehen (stereoskopische Deviation), können die Tiefeninformationen jedes Raumpunktes errechnet und Höheninformationen abgeleitet werden. Zur Gewinnung der Farbinformationen besitzen vier der CCD-Sensoren Spektralfilter (Rot, Grün, Blau, Infrarot).
Die HRSC-Version an Bord von Mars Express besitzt ein zusätzliches Spiegelteleobjektiv mit einer Brennweite von etwa einem Meter, das es ermöglicht, Aufnahmen mit einer Auflösung von zwei bis drei Metern pro Bildpunkt zu machen; bei dem „Super Resolution Channel“ (SRC) handelt es sich um einen quadratischen CCD-Flächensor mit einer Auflösung von 1.048.576 Bildpunkten (ein Megapixel).
Die Kamera wurde am Deutschen Zentrum für Luft- und Raumfahrt (DLR), Institut für Weltraumsensorik und Planetenerkundung, unter Leitung von Gerhard Neukum entwickelt und von der EADS Astrium GmbH in Friedrichshafen gebaut. Eine modifizierte Version, HRSC-A, ist für den Einsatz zur digitalen Photogrammetrie in Flugzeugen geeignet.